# Parinari sumatrana
Parinari sumatrana är en tvåhjärtbladig växtart som först beskrevs av William Jack, och fick sitt nu gällande namn av George Bentham. Parinari sumatrana ingår i släktet Parinari och familjen Chrysobalanaceae. Inga underarter finns listade i Catalogue of Life.